# Iubire necondiționată
Iubirea necondiționată este cunoscută ca fiind afecțiunea fără limite sau iubirea fără condiționări. Termenul mai este uneori asociat cu concepte cum ar fi cel de altruism sau cel de iubire completă. Chiar dacă definițiile iubirii necondiționate diferă, majoritatea cad de acord asupra faptului că aceasta este acel tip de iubire care nu are limite și este neschimbătoare odată cu trecerea timpului. Situații de iubire necondiționată se pot întâlni în relațiile dintre membrii unei familii, cele dintre tovarășii de arme sau în alte relații ce implică un devotament ridicat.  Un exemplu des întâlnit este cel al iubirii părintelui față de propriul copil, indiferent de notele în sistemul de învățământ, deciziile copilului, certurile sau diferențele de viziune dintre copil și părinte, volumul de iubire pe această linie este privit ca neschimbat și necondiționat.
Iubirea necondiționată se diferențiază de iubirea condiționată, aceasta din urmă necesitând anumite comportamente, acțiuni sau poziții emoționale ale persoanei spre care este îndreptată, în lipsa acestora volumul de iubire de pe linia condiționată diminuându-se.